# Fantômas
Fantômas (tiếng Pháp: [fɑ̃tomas], phát âm: Phăng-tô-ma) là một nhân vật hư cấu do đôi tác gia Pierre Souvestre và Marcel Allain sáng tạo tại Paris năm 1910, đến nay vẫn chưa có tín hiệu ngừng phát triển trong các sản phẩm giải trí.

## Lịch sử
Ở thập niên 1900, độc giả Pháp và Tây Âu rất chuộng dạng nhân vật văn chương - kịch nghệ có tính cách đa diện, vừa ác lại vừa xấu. Đặc biệt, loạt nhân vật tội phạm gây sức hút lớn nhất, có thể kể đến: Rocambole (cùng cộng sự Sir Williams), đại tá Bozzo-Corona (trùm đảng Áo Đen do Paul Féval sáng tạo), Zigomar (tên tội phạm đeo mặt nạ do Léon Sazie khởi dựng), Erik bóng ma trong nhà hát của Gaston Leroux, siêu trộm Arsène Lupin của Maurice Leblanc... Điểm chung của dạng nhân vật này là ngoại hình phong lưu mã thượng nhưng hành tung vô cùng đáng sợ và bẩn thỉu. Tuy nhiên, nếu so với nhân vật ra đời trễ nhất là Fantômas thì không sánh được.
Khoảng năm 1909, ông trùm thư ấn Joseph-Arthème Fayard kí một giao kèo với đôi tác gia Pierre Souvestre và Marcel Allain để xúc tiến một tiểu thuyết truyền kì dự định gồm 32 tập (15 ngàn trang) với giá 65 xu/cuốn, phát hành đều đặn theo tháng giai đoạn 1911-3. Tất nhiên, để theo kịp tiến độ ấn loát cũng như thị hiếu bình dân, nhóm tác gia quyết định vận dụng chủ nghĩa siêu thực cùng cả sức am hiểu về kĩ nghệ tối tân đương thời. Theo trù liệu, nhân vật trong cuốn tiểu thuyết phải có hành trạng lớp lang, đồng thời biết dùng tất cả những thứ máy tân tiến nhất, thậm chí là được định hướng hư cấu thêm, nhằm thâu tiền quảng cáo cho các sản phẩm kỹ thuật bấy giờ.

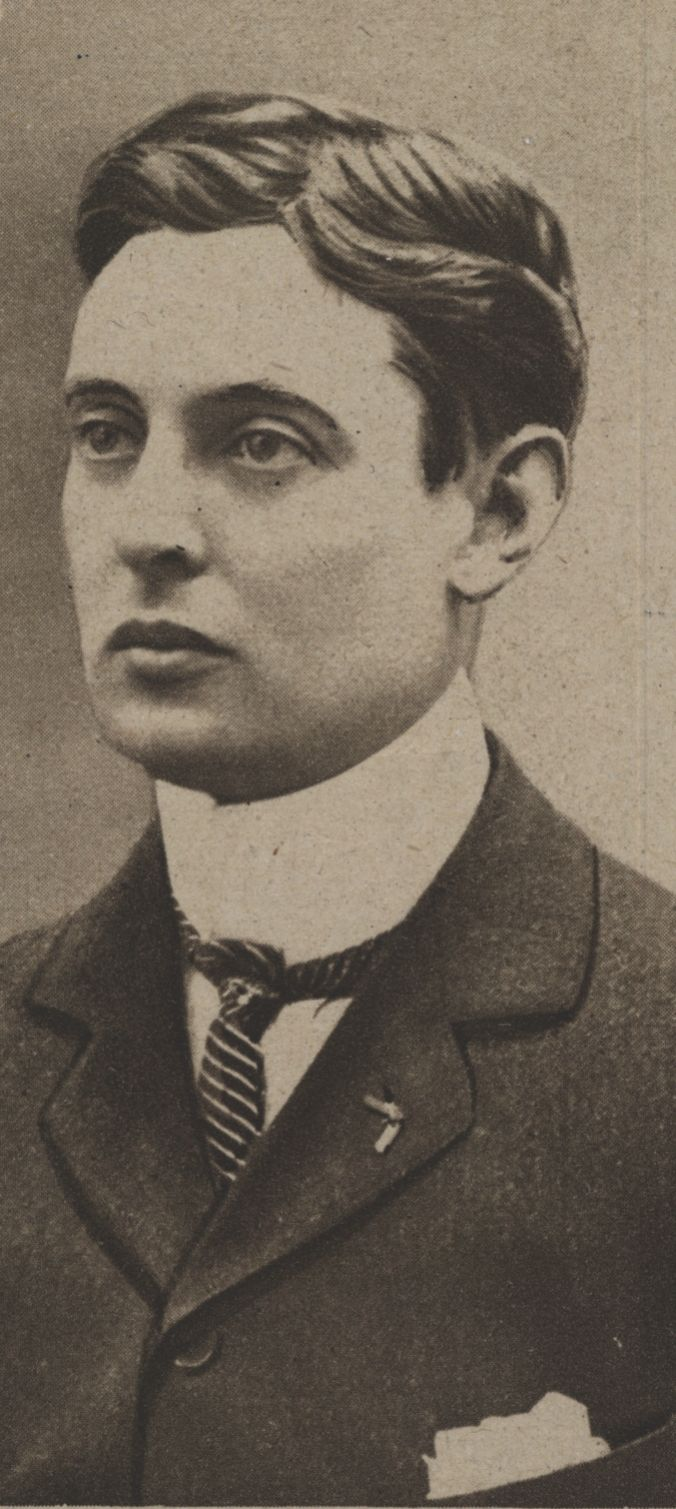
Pierre Souvestre
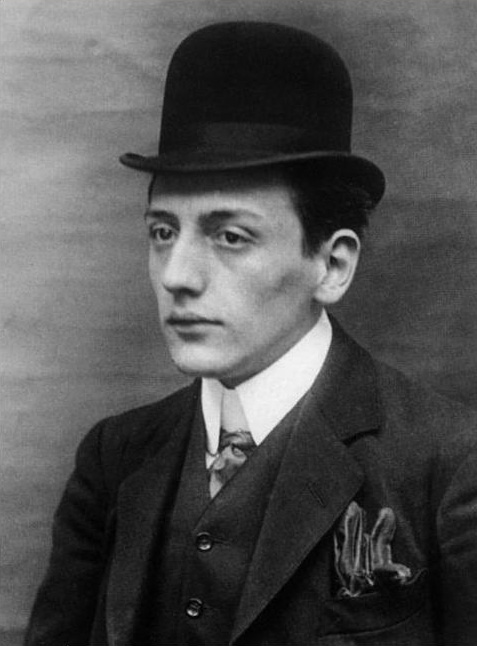
Marcel Allain

Tuy tiểu thuyết xuất hiện ở thời điểm 1910 song bối cảnh tác phẩm lại là thập niên 1960. Cho nên, với ý định nguyên thủy là phát hành một ấn phẩm đậm tính thương mại và giải trí, vô hình trung Fantômas sớm trở thành tác phẩm khoa học viễn tưởng gần giống phong cách Jules Verne.

### Lai lịch
Vào những năm 1960, khi khoa học kĩ nghệ đang đà phát đạt, giới tội phạm chuyên dùng sự tiến bộ kĩ thuật để đánh cắp những bảo vật cỡ lớn hòng thao túng quyền lực chính trị hoàn cầu. Bấy giờ, xã hội Paris liên tục chao đảo và khiếp vía vì một nhân vật bí ẩn được gọi Fantômas. Y có biệt tài hóa trang thành bất kì ai dựa trên da mặt những nạn nhân y giết, thậm chí bọn thuộc hạ tín cẩn nhất cũng không biết dung nhan thật của Fantômas.
Không một két sắt hay ổ khóa nào y không phá được, chẳng hàng rào an ninh nào nhận diện được để tóm sống y. Bởi Fantômas rất giỏi bài binh bố trận dựa trên sự trung thành của đám đàn em cùng những kĩ nghệ tối tân y sở hữu được. Các khoa học gia sợ bị y bắt cóc về phụng vụ những tham vọng ngút trời của y, bọn chủ nhà băng và hiến binh đều rất ngại đối diện Fantômas, dù là con người thật hay giả trang.
Tuy nhiên, trong cảnh sát giới chỉ có thanh tra Paul Juve tích cực săn lùng nhằm phá mọi kế hoạch nhem nhuốc của Fantômas. Vì tinh thần đó mà ông được đích thân tổng thống trao Bắc Đẩu Bội tinh. Đồng hành với ông còn có đôi kí giả Jérôme Fandor và Hélène Gurn của tờ Nhật Tín (Point du Jour).
Thông thường, Fantômas vận Âu phục rất bảnh, đeo mặt nạ cánh dơi hoặc xanh cá nhám từ đỉnh đầu xuống cổ, chỉ chừa đôi mắt sắc như dao. Y được mô tả có giọng trầm và rắn như thép, dáng đi khoan thai lịch lãm của người trung niên khỏe mạnh. Ngoài ra, Fantômas có trí nhớ phi phàm và khả năng tận dụng kĩ nghệ tuyệt đỉnh, y chỉ có nhược điểm là dễ lụy vì đàn bà. Trong lúc hành sự, Fantômas thường sắm vai chồng, còn phu nhân Maud Beltham giả làm vợ.
Phu nhân Beltham trước kia đã có chồng là một nhà quyền quý cỡ trung Anh quốc, sau vì nghe lời một thanh niên quyến rũ mà ra tay bóp cổ chồng đến chết. Toàn bộ tài sản dòng họ Beltham sa vào tay phu nhân, và dĩ nhiên gã trai trẻ kia không ai khác chính là Fantômas. Y vốn xuất thân là một tài tử sân khấu hạng xoàng, vì thất nghiệp dài dài nên thường dùng ngón kịch nghệ để chiếm lòng các phu nhân lắm tiền khát tình. Sau khi vừa được khối gia tài khổng lồ lại có được giai nhân bậc nhất Anh quốc, y đổi hẳn sang nghề đạo tặc.
Khác nhiều tội phạm cùng thời, Fantômas chủ trương đánh cắp những bảo vật cực hiếm, chỉ thi thoảng coi những cuộc "viếng" két sắt ngân hàng là nhu cầu giải trí. Mà vì biết tập tính này, thanh tra Juve thường dùng báu vật làm mồi nhử y vào bẫy.
Chốn ngụ cư của Fantômas không ai biết, nếu có cơ hội được đến cũng phải do bị y châm thuốc mê rồi đột nhiên tỉnh dậy trong không gian quá sức xa hoa và tiện lợi. Ngoài ra, thú tiêu khiển nổi tiếng nhất của Fantômas gồm khiêu vũ, dùng các sản phẩm của công ty Thomas Edison và tự lái xe hơi nhãn hiệu Citroën.

### Nhân vật
- Fantômas
- Paul Juve
- Jérôme Fandor
- Hélène Gurn
- Phu nhân Maud Beltham
- Bouzille
- The Beadle
- Mẹ Toulouche

## Tác phẩm

### Sách
Allain-Souvestre
- 1. Fantômas (1911; transl. 1915; retransl. 1986)
- 2. Juve contre Fantômas (1911; transl. 1916 as The Exploits of Juve; retransl. 1987 as The Silent Executioner)
- 3. Le Mort qui Tue (1911; transl. 1917 as Messengers of Evil; retransl. 2008 as The Corpse who Kills)
- 4. L'Agent Secret (1911; transl. 1917 as A Nest of Spies)
- 5. Un Roi Prisonnier de Fantômas (1911; transl. 1918 as A Royal Prisoner)
- 6. Le Policier Apache (1911; transl. 1924 by Alfred Allinson as The Long Arm of Fantômas [UK title: The Limb of Satan])
- 7. Le Pendu de Londres (1911; transl. 1920 as  Slippery as Sin)
- 8. La Fille de Fantômas (1911; transl. 2006 by Mark P. Steele as The Daughter of Fantomas) (ISBN 1932983562)
- 9. Le Fiacre de Nuit (1911)
- 10. La Main Coupée
- 11. L'Arrestation de Fantômas (1912)
- 12. Le Magistrat Cambrioleur (1912)
- 13. La Livrée du Crime (1912)
- 14. La Mort de Juve (1912)
- 15. L'Evadée de Saint-Lazare (1912)
- 16. La Disparition de Fandor (1912)
- 17. Le Mariage de Fantômas (1912)
- 18. L'Assassin de Lady Beltham (1912)
- 19. La Guêpe Rouge (1912)
- 20. Les Souliers du Mort (1912)
- 21. Le Train Perdu (1912)
- 22. Les Amours d'un Prince (1912)
- 23. Le Bouquet Tragique (1912)
- 24. Le Jockey Masqué (1913)
- 25. Le Cercueil Vide (1913)
- 26. Le Faiseur de Reines (1913)
- 27. Le Cadavre Géant (1913)
- 28. Le Voleur d'Or (1913)
- 29. La Série Rouge (1913)
- 30. L'Hôtel du Crime (1913)
- 31. La Cravate de Chanvre (1913, transl. 2017 by Sheryl Curtis as The Death of Fantomas)
- 32. La Fin de Fantômas (1913, transl. 2017 by Sheryl Curtis as The Death of Fantomas)

Sách Allain
- 33. Fantômas est-il ressuscité? (1925; transl. 1925 by Alfred Allinson as The Lord of Terror)
- 34. Fantômas, Roi des Recéleurs (1926; transl. 1926 by Alfred Allinson as Juve in the Dock)
- 35. Fantômas en Danger (1926; transl. 1926 by Alfred Allinson as Fantômas Captured)
- 36. Fantômas prend sa Revanche (1926; transl. 1927 by Alfred Allinson as The Revenge of Fantômas)
- 37. Fantômas Attaque Fandor (1926; transl. 1928 by Alfred Allinson as Bulldog and Rats)
- 38. Si c'était Fantômas? (1933)
- 39. Oui, c'est Fantômas! (1934)
- 40. Fantômas Joue et Gagne (1935)
- 41. Fantômas Rencontre l'Amour (1946)
- 42. Fantômas Vole des Blondes (1948)
- 43. Fantômas Mène le Bal (1963)

### Điện ảnh
Phim câm
1. Fantômas (1913)
2. Juve Contre Fantômas (1913)
3. Le Mort Qui Tue (1913)
4. Fantômas Contre Fantômas (1914)
5. Le Faux Magistrat (1914)

Phim tiếng
1. Fantômas (1932), directed by Paul Féjos, with Jean Galland as Fantômas.
2. Monsieur Fantômas (1937), directed by Ernst Moerman is a surrealist silent comedy short subject.
3. Fantômas (1946), directed by Jean Sacha, with Marcel Herrand as Fantomas.
4. Fantomas Against Fantomas (1949), directed by Robert Vernay, with Maurice Teynac as Fantomas.
5. Fantômas (1964), the first of three films directed by André Hunebelle; with Jean Marais as both Fantômas and Fandor, Louis de Funès as Juve, and Mylène Demongeot as Fandor's bride, the photographer Hélène. Their tone was generally much more light-hearted than the novels' and the characters were updated in a James Bond-like style including Bond-type gadgets like the flying Citroën DS of Fantômas with retractable wings that converts to an airplane.[4]
6. Fantômas se déchaîne (1965)[5]
7. Fantômas contre Scotland Yard (1966)[6]

### Tư liệu
- Étienne Barillier, Les Nombreuses Vies de Fantômas, Les Moutons électriques, Bản mẫu:Coll. « Bibliothèque rouge », vol. Missing parameter! (Template:Vol.)4, 2006.
- Collectif, « Spécial Feuillade / Fantômas », L'Avant-scène cinéma, Bản mẫu:Numéro-272, Bản mẫu:1er-15 juillet 1981, 98Bản mẫu:Nb p.
- Jean-Noël Grando, Fantômas tombe le masque, Alliance éditions, 2015, 112 p. ISBN 978-2-916666-33-4.